# Euryglossina clypearis
Euryglossina clypearis är en biart som beskrevs av Exley 1976. Euryglossina clypearis ingår i släktet Euryglossina och familjen korttungebin. Inga underarter finns listade i Catalogue of Life.

## Bildgalleri

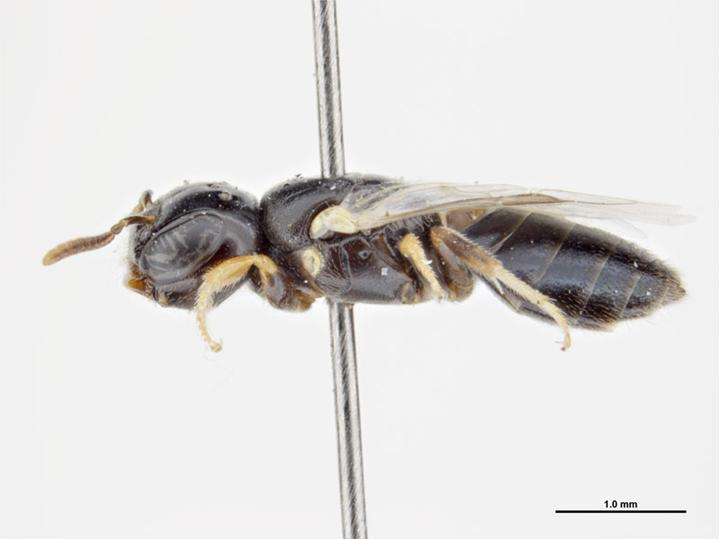
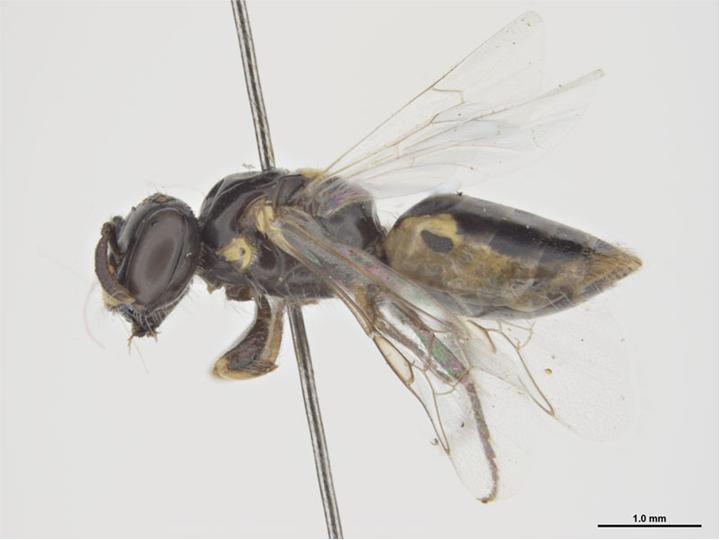
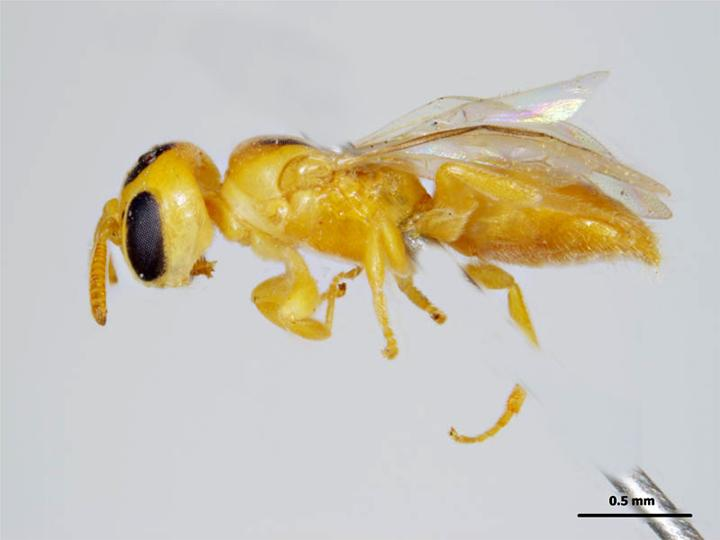